# Ophiopogon platyphyllus
Ophiopogon platyphyllus är en sparrisväxtart som beskrevs av Elmer Drew Merrill och Woon Young Chun. Ophiopogon platyphyllus ingår i släktet Ophiopogon och familjen sparrisväxter.

## Underarter
Arten delas in i följande underarter:
- O. p. hayatae
- O. p. platyphyllus